# Koekelarebos, Praatbos en kasteeldomein Ter Heyde
Het Koekelarebos, Praatbos en kasteeldomein Ter Heyde is een cultuurhistorisch belangwekkend landschap in de omgeving van de West-Vlaamse plaatsen Koekelare en Vladslo, dat geklasseerd is als ankerplaats.
Het gebied ligt op een uitloper van het Plateau van Wijnendale en omvat een oud gebied van bossen en woeste gronden, waaronder het toen veel grotere Koekelarebos. Door ontginningen is het bosgebied versnipperd en omvat, naast een relict van het Koekelarebos, nog het Praatbos, het Welfvenstbos, het domeinpark van Kasteel Ter Heyde, en het arboretum op het grondgebied van Bovekerke.
Het gebied behoort tot Zandig Vlaanderen en ligt hoog ten opzichte van de noordelijk gelegen polders en de zuidelijk gelegen Vallei van de Handzamevaart. Er zijn bronnen aanwezig van de Kamardebeek, de Kasteelbeek en de Westbeek.
De bossen werden vanaf de 19e eeuw beheerd door de adellijke familie d'Arenberg, en voorzagen in houtproductie en jachtterrein. In 1882 werden de eerste Koekelaredennen aangeplant. Kort na de Tweede Wereldoorlog werd een arboretum aangelegd. In het Praatbos vindt men het Deutscher Soldatenfriedhof Vladslo, met Duitse gesneuvelden tijdens de Eerste Wereldoorlog. Ook zijn er restanten van een aantal door de Duitse bezetter aangelegde oefenloopgraven.
De perceelsgrenzen in het gebied volgen een regelmatig schaakbordpatroon. Zij dateren van na de Tweede Wereldoorlog.
Het versnipperde Koekelarebos omvat 70 ha. Er zijn eiken van meer dan 200 jaar oud, en een 130 jaar oud bestand van Koekelaredennen. Tot de flora behoren grote muur, valse salie en moeraswolfsklauw. Van de vlinders kunnen bont zandoogje, eikenpage, kleine vuurvlinder en citroenvlinder worden genoemd.